# Adobe-RGB-Farbraum

CIE 1931-xy-Chromatizitätsdiagramm zeigt den Gamut des Adobe-RGB-Farbraumes und die Position der Primärvalenzen. In der Mitte der D65-Weißpunkt

Der Adobe-RGB-Farbraum ist ein RGB-Farbraum, der von Softwarehersteller Adobe Inc. im Jahr 1998 definiert wurde.
Adobe führte diesen Farbraum ein, um den CMYK-Farbraum eines Farbdruckers an den RGB-Arbeitsraum von Bildschirmen und anderen Ausgabemedien anzupassen. Was auf dem Bildschirm wiedergegeben wurde, sollte auch im Druck umgesetzt werden. Dazu wurden die Primärvalenzen, also lediglich die Informationen eines Lichtstrahls, die eine Farbwahrnehmung im Auge auslösen, ausgewählt.  
Der Adobe-RGB-Farbraum enthält etwa die Hälfte der im (umfassenden) Lab-Farbraum definierten Farben. Gegenüber dem sRGB-Farbraum konnte somit die behandelbare und anwendbare Anzahl der Farben verbessert werden. Der Gamut wurde vorrangig in den Grüntönen verbessert, einschließlich des Blau-Grün-Bereiches, also der Cyantöne. Die Rottöne besser wiedergeben als der Adobe-RGB-Farbraum kann der Farbbereich eines Wide-Gamut-TFT-Displays.